# 腓特烈·米夏埃爾 (茨魏布呂肯-比肯費爾德)
腓特烈·米夏埃爾（德語：Friedrich Michael，1724年2月27日—1767年8月15日），普法爾茨-茨魏布呂肯伯爵克里斯蒂安三世的次子，母親是拿騷-薩爾布魯根的卡羅琳。

## 家庭
1746年，腓特烈·米夏埃爾和普法爾茨-蘇爾茨巴赫的瑪麗亞·法蘭西絲卡結婚，兩人共有2子2女：
1. 卡爾·奧古斯特（1746年—1795年）
2. 阿瑪莉埃（1752年—1828年）
3. 瑪麗亞·安娜（1753年—1824年）
4. 馬克西米利安·約瑟夫（1756年—1825年）